# Осуохай
Осуоха́й (якут. оһуохай) — традиционный сакральный круговой танец якутов. Во время него танцующие, взяв друг друга за руки перемежаются с ноги на ногу двигаясь в неторопливом темпе. Темп движения непостоянный, регулируется ведущим и ускоряется на припеве. В хороводе присутствует ведущий (осуохайдьыт), в чьи обязанности входит исполнение песен и регулирование темпа движения хоровода.
В 2012 году на национальном празднике якутов ысыах, был установлен рекорд Гинесса по количеству людей одновременно исполняющих танец. Рекордное мероприятие прошло в архитектурно-этнографическом комплексе «Ысыах Туймаады».